# Tinja
Tinja o Tindja (àrab: تينجة, Tīnja) és una ciutat de Tunísia a la governació de Bizerta, situada a la franja de terra entre el llac de Bizerta i el llac d'Ichkeul, a la vora d'aquest darrer i a uns 16 km de Bizerta i a uns 4 km de Menzel Bourguiba, que és a l'est i a la vora del llac de Bizerta. Té estació de ferrocarril. La municipalitat té 17.454 habitants dels quals 11.219 viuen a la mateixa ciutat i la resta als nuclis dependents. És capçalera d'una delegació amb 20.560 habitants al cens del 2004

## Orografia
A la vora hi passa l'Oued Tinja que desguassa al llac. Hi ha un canal que comunica el llac d'Ichkeul, d'aigua dolça, amb el llac de Bizerta, d'aigua salada, i regula el nivell necessari de salinitat del primer.

## Economia
L'activitat és pesquera, agrícola i darrerament industrial amb l'obertura d'una zona industrial creada pel govern, on s'aprofita la proximitat de les drassanes de Menzel Bourguiba per a l'obertura de noves indústries.

## Història
Fou la romana Thimida, nom del queal en deriva l'actual.

## Administració
És el centre de la delegació o mutamadiyya homònima, amb codi geogràfic 17 59 (ISO 3166-2:TN-12), dividida en tres sectors o imades:
- Tinja (17 59 51)
- Guengla (17 59 52)
- Ez-Zarour (17 59 53)

Al mateix temps, forma una municipalitat o baladiyya (codi geogràfic 17 15), que s'estén pels tres sectors o imades de la delegació o mutamadiyya.